# Stürzenhardt
Stürzenhardt ist ein Stadtteil von Buchen (Odenwald) im Neckar-Odenwald-Kreis (Baden-Württemberg).

## Geografische Lage
Stürzenhardt liegt im Odenwald, etwa fünf Kilometer nordwestlich der Kernstadt Buchen auf einer Hochfläche westlich des Morretals. Mit 442 m ü. NHN ist es der höchstgelegene Stadtteil Buchens.

## Geschichte

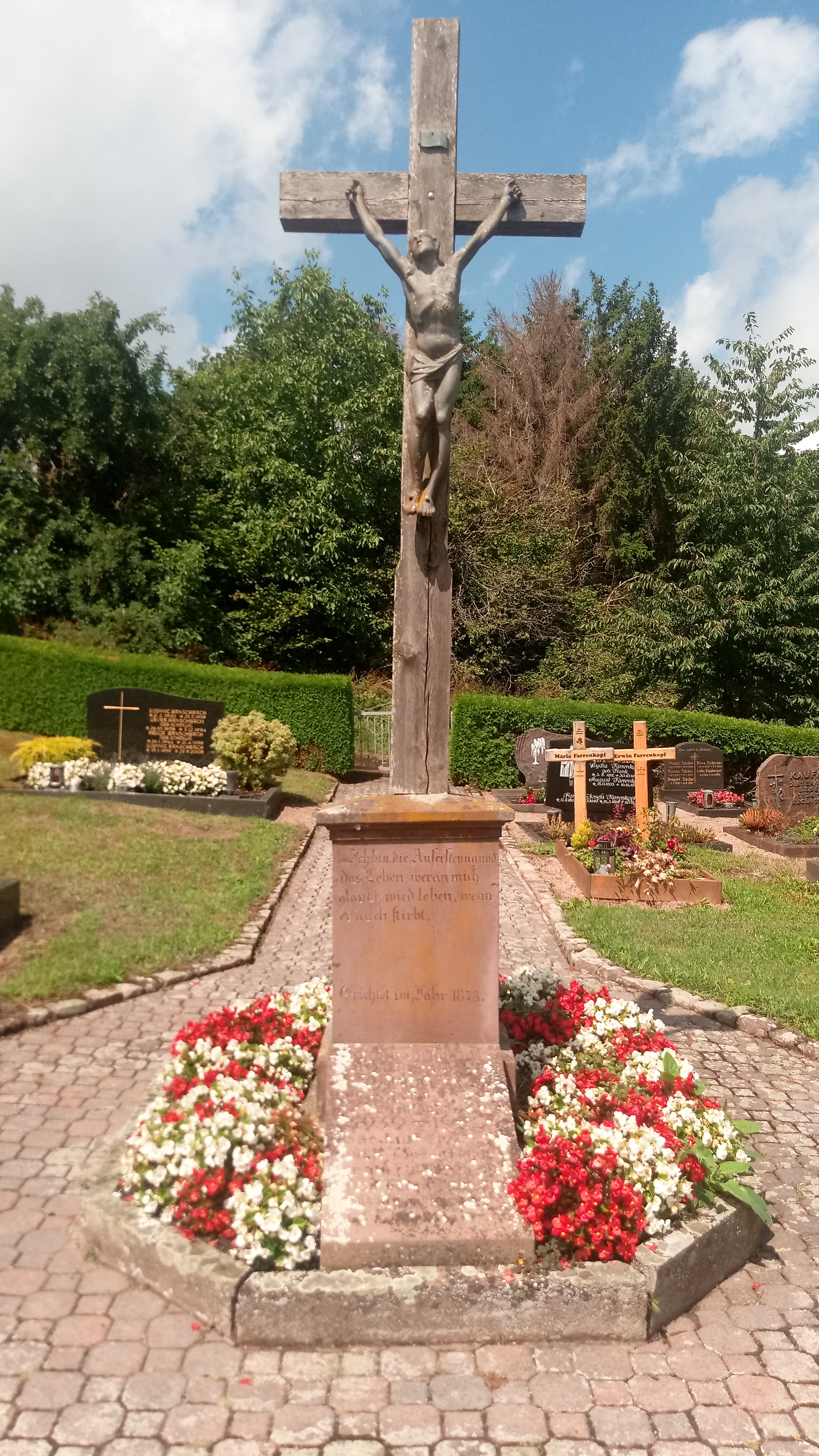
Friedhofskreuz mit Kriegerdenkmal

Stürzenhardt entstand als hochmittelalterlicher Rodungsweiler und wurde erstmals 1368 urkundlich erwähnt als „Stirzelnhardt“. Die Grundherrschaft lag beim Kloster Amorbach, von wo aus der Ort bis 1642 verschiedentlich verlehnt wurde, so 15.–17. Jahrhundert an die Rüdt von Collenberg. Bis zur Säkularisation lag die Landesherrschaft beim Kurfürstentum Mainz. 1803 kam Stürzenhardt zum Fürstentum Leiningen, 1806 zum Großherzogtum Baden.
1935 bis 1945 war Stürzenhardt nach Steinbach eingemeindet. Die Eingemeindung nach Buchen erfolgte zum 1. Dezember 1971.
Kirchlich war Stürzenhardt katholische Filiale von Buchen. 1795 wurde die Filialkapelle St. Isidor errichtet. 1871 erfolgte der Wechsel zur katholischen Pfarrei Steinbach.

## Wappen
In halb gespaltenem und geteiltem Schild vorn in Rot eine goldene Krone, hinten in Blau eine silberne Lilie, unten in Blau ein rotbewehrter, rotbezungter silberner Adler. - Krone und Lilie erinnern an das Kloster Amorbach, der Adler an die Fürsten von Leiningen.

## Wirtschaft und Infrastruktur
Stürzenhardt ist ein landwirtschaftlich geprägter Ort. Es sind (Stand: Ende 2014) drei Vollerwerbslandwirte verblieben, die den Großteil der Gemarkungsfläche bewirtschaften. Außerdem hat ein Hersteller von Kräuterelexier hier seinen Sitz. Etwa 90 Prozent der Erwerbstätigen pendeln allerdings nach Buchen.

## Kulturdenkmale

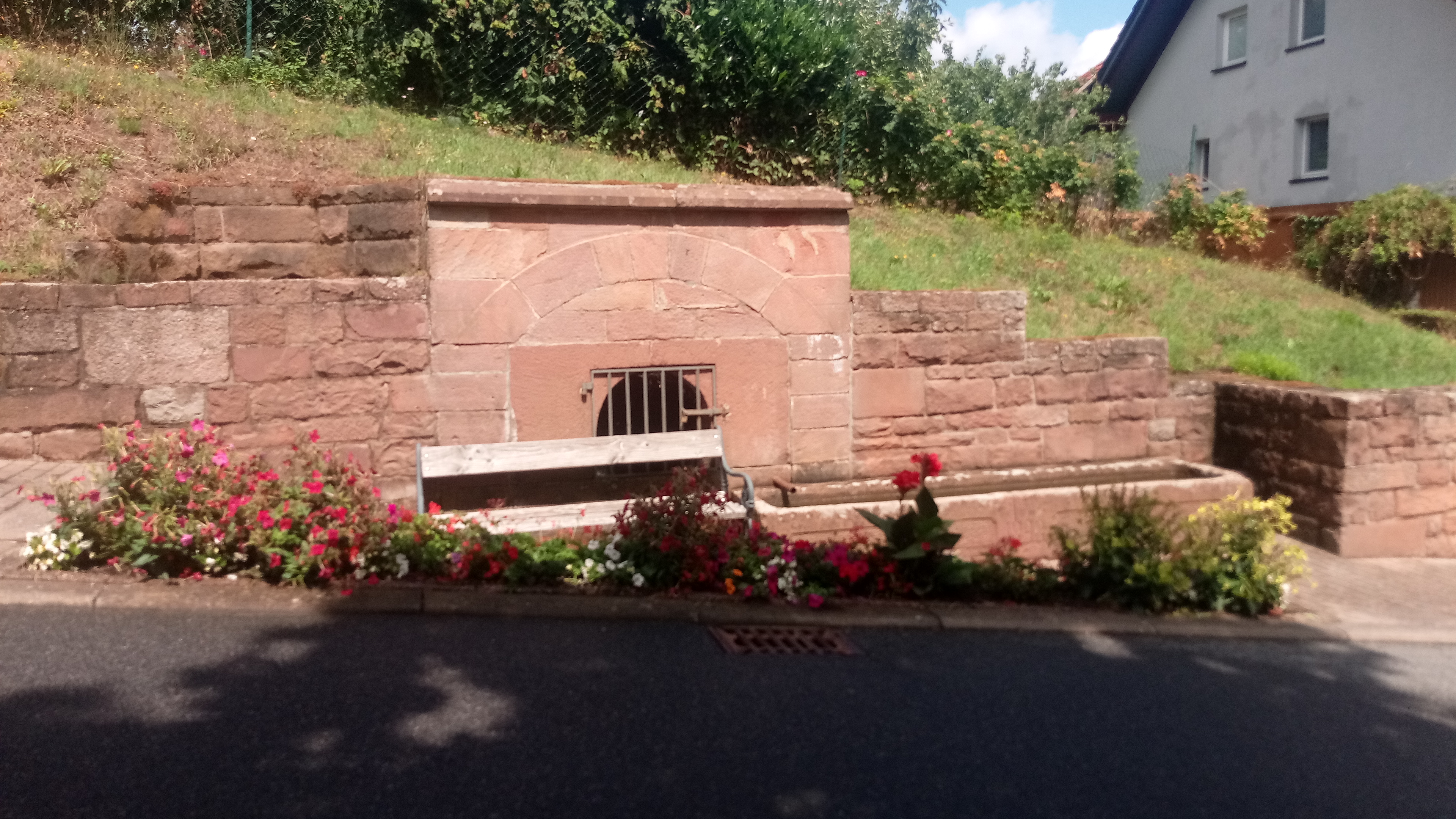
Dorfbrunnen